# Erich Maria Remarque

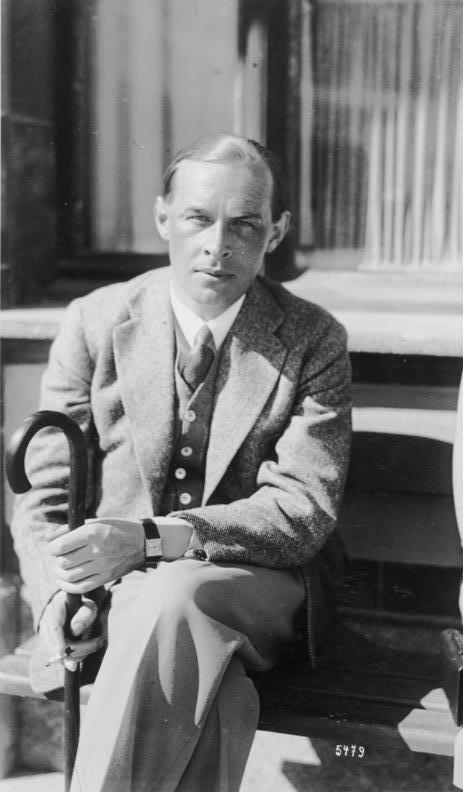
Erich Maria Remarque 1929.

Erich Maria Remarque, egentligen Erich Paul Remark, född 22 juni 1898 i Osnabrück, död 25 september 1970 i Locarno, var en tysk författare. Hans mest kända roman är På västfronten intet nytt (Im Westen nichts Neues), som utkom 1929 och utspelar sig under första världskriget.

## Biografi
Erich Maria Remarques föräldrar var Anna Maria (född Stallknecht) och bokbindaren Peter Franz Remark. Sonen gick i folkskola åren 1904-1912, varpå studier vid ett katolskt lärarseminarium följde. 1916 blev han inkallad och kom i juni 1917 till västfronten. Han skadades i juli samma år då han träffades av granatsplitter i hals, arm och ben. Vid krigsslutet var Remarque inlagd på ett lasarett i Duisburg. Efter kriget slutförde han sin lärarutbildning och började arbeta som folkskollärare men slutade redan 1920 att arbeta som lärare. Han började skriva, men försörjde sig bland annat som säljare av gravstenar. Han blev sedan tidningsredaktör för Osnabrücker Tages-Zeitung, Echo-Continental (däcktillverkaren Continentals interntidning) och Sport im Bild.
1928 publicerades Remarques mest kända verk På västfronten intet nytt (Im Westen nichts Neues) för första gången i tidskriften Vossische Zeitung och gavs sedan ut som bok året därpå. På västfronten intet nytt brukar hyllas som en viktig antikrigsroman. Nazisterna uppskattade inte boken, utan lät demonstrativt bränna den under de landsomfattande bokbålen i Tyskland 1933.
År 1931 flyttade Remarque till Porto Ronco i Ticino i Schweiz, där han några år senare kunde umgås med andra tyska författare i exil, såsom Thomas Mann, Carl Zuckmayer och Else Lasker-Schüler. Han fråntogs sitt tyska medborgarskap 1938. Från 1939 levde Remarque officiellt i USA, där han träffade ytterligare andra tyska emigranter, såsom Lion Feuchtwanger, Bertolt Brecht och Marlene Dietrich. År 1947 blev han amerikansk medborgare och levde från 1948 i USA och Schweiz.
År 1954 utkom Remarque med sin näst mest kända roman, Tid att älska dags att dö. Handlingen utspelar sig under andra världskriget och huvudpersonen är en ung soldat på permission från kriget på tyska östfronten (i dåvarande Sovjetunionen). Soldaten känner dock knappt igen sin hemstad på grund av de västallierades bombanfall. I den röra som uppkommit förälskar han sig i en flicka i hans egen ålder, men båda vet att de troligen aldrig kommer träffas igen, när permissionen är slut.
Remarque var gift med Ilse Jutta Zambona (1901–1975) två gånger, 1925–1930 och 1938–1957. 1958 gifte han sig med den amerikanska skådespelerskan Paulette Goddard, ett förhållande som varade tills Remarque avled. I september 1970 avled Remarque av en hjärtinfarkt och ligger begravd i Ronco sopra Ascona i Schweiz.

## Film
År 1929 förvärvade den tyskfödda Hollywood-producenten Carl Laemmle rätten att göra en filmatisering av boken På västfronten intet nytt. Den amerikanska filmen hade premiär i maj 1930 i Los Angeles och vann Oscar för bästa film och bästa regi. Publiken flockades till filmen i Frankrike, Storbritannien och Belgien och den kom att bli mycket populär.
Nästan omedelbart fick filmen problem i Tyskland. När det föreslogs att filmen skulle visas i Tyskland uppmanade en företrädare för det tyska försvarsdepartementet att filmen skulle avvisas med motiveringen att den skadade bilden av landet och spred dåligt ljus över den tyska militären. Som svar uppmanade Berlins censurkontor Laemmle att redigera och göra vissa klippningar i filmen, vilket också gjordes. Remarques tidigare chef, press- och filmmagnaten samt uttalade tyska nationalisten, Alfred Hugenberg lät förstå att på grund av filmens påstådda anti-tyska fördomsfullhet skulle den inte visas i någon av hans biografer. Han bad därefter den tyska presidenten, Paul von Hindenburg, att förbjuda filmen.
I december 1930, när den redigerade och dubbade versionen av filmen visades för allmänheten i Berlin, saboterade nazisterna händelsen. Partiets ledare i Berlin och dess propagandachef, Joseph Goebbels, organiserade ett upplopp för att störa filmvisningen. Utanför stod SA soldater för att skrämma biobesökare, medan inuti släppte de stinkbomber och möss och störde publiken. Vid efterföljande demonstrationer utförde nazisterna våldsamma protester. Som svar på dessa åtgärder och konservativa attacker på filmen förbjöd regeringen filmen. Liberaler och socialister fördömde åtgärden, men förbudet varade fram till september 1931, då Laemmle producerade en mer censurerad version för tysk publik.

## Eftermäle
Asteroiden 10119 Remarque är uppkallad efter honom.